# Lupold von Wedel
Lupold von Wedel, né le 25 janvier 1544 au domaine de Kremzow, district de Pyritz, Poméranie (actuellement Krępcewo en Pologne), et mort le 13 juin 1612 ou 1615 au même endroit,, est un écrivain voyageur allemand, chef mercenaire et propriétaire foncier. Il est connu pour ses récits de guerre et de voyages qui s'échelonnent de 1561 à 1606.

## Biographie
Il est le fils de Kurt (Curdt) von Wedel (?–1552) et de sa seconde épouse Anna von Borcke (?–1573) de la Maison de Regenwalde. Après la mort de son père, il étudie brièvement à l'école de Stargard avant de devenir page puis écuyer du chef mercenaire Vollrad von Mansfeld (de) (1520-1578) avec lequel il voyage ou combat dans les pays allemands,.
De 1561 à 1606, il parcourt le monde, d'abord simple soldat puis chef d'une troupe de mercenaires. Il rédige des rapports sur les batailles et décrit ses voyages. Il participe à la campagne contre les Turcs en Hongrie en 1566, combat avec ses propres cavaliers du côté protestant en 1575 et 1591 lors des guerres de Religion en France, et participe à la guerre de Cologne et à la guerre des évêques de Strasbourg en 1583-1584 et 1592-1593 ; en 1591, il est lieutenant au service d'Henri de Navarre contre la Ligue. Il voyage en Terre sainte où il effectue son pélerinage, en Égypte (1578-1579), en Italie, en Espagne et au Portugal (1580-1581), et d'août 1584 à mai 1585 en Angleterre et en Écosse,. Les archives de ses séjours en Franconie (1593) et à Karlsbad ont également une valeur historique.
Von Wedel a épousé Anna von Eickstedt (env. 1560-1629), la fille du chancelier de Poméranie Valentin von Eickstedt (de) (1527-1579), seigneur féodal de Klempenow, puis Anna von Jasmund (env. 1539-1607).

## Œuvres
- Max Baer (éditeur) : Lupold von Wedel’s Beschreibung seiner Reisen und Kriegserlebnisse, publié et édité sur la base du manuscrit original. Stettin 1895.
- G. von Bülow (traducteur) : Journey Through England and Scotland Made by Lupold von Wedel in the Years 1584 and 1585, in : Transactions of the Royal Historical Society, Londres, 1895.